# Constante de Champernowne
Em matemática, a constante de Champernowne C10 é uma constante real transcendental, cuja expansão decimal tem propriedades importantes. É nomeada em homenagem ao economista e matemático D. G. Champernowne, que a publicou como uma graduação em 1933.
Para a base 10, o número é definido pela concatenação de representações de números inteiros sucessivos:
C10 = 0.12345678910111213141516… (sequência A033307 na OEIS).
A Champernowne constante também pode ser construída em outras bases, da mesma forma, por exemplo:
C2 = 0.11011100101110111… 2
C3 = 0.12101112202122… 3.
A constante de Champernowne pode ser expressa exatamente como uma série infinita:
e esta série é generalizada para bases b arbitrárias substituindo 10 e 9 com b e b − 1 , respectivamente.
A palavra de Champernowne ou palavra de Barbier é a sequência de dígitos de Ck.

## Normalidade
Um número real x é dito ser normal se a sua dígitos em cada base de seguir uma distribuição uniforme: todos os dígitos, sendo igualmente prováveis, todos os pares de dígitos igualmente prováveis, todos os trigêmeos de dígitos igualmente prováveis, etc. x é dito ser normal na base b se os seus dígitos na base b de seguir uma distribuição uniforme.
Se denotamos uma seqüência de dígitos como [a0,a1,...], em seguida, na base dez, seria de se esperar cadeias de caracteres [0],[1],[2],...,[9] para ocorrer 1/10 do tempo, cadeias de [0,0],[0,1],...,[9,8],[9,9] para ocorrer 1/100 do tempo, e assim por diante, em um número normal.
Champernowne provou que  é normal na base dez, enquanto Nakai e Shiokawa provou mais geral do teorema, corolário do que é que  é normal para qualquer base . é um problema em aberto se é normal em bases.

## Continuou fração de expansão

O primeiro 161 quocientes da continuação da fração de Champernowne constante. 4º, 18, 40, e 101º são (muito) maior que 270, para que eles não aparecem no gráfico.

O primeiro 161 quocientes da continuação da fração da constante de Champernowne representados usando a escala logarítmica.

A simples continuação da fração de expansão de Champernowne constante tem sido estudado bem. Kurt Mahler mostrou que a constante é transcendental; , portanto, a continuação de seu fração não terminar (porque não é racional) e é aperiodic (porque ele não é um irredutível quadrática).
Os termos da continuação da fração de expansão apresentar comportamento errático, com enorme de termos que aparecem entre muitos pequenos. Por exemplo, na base 10,
C10 = [0; 8, 9, 1, 149083, 1, 1, 1, 4, 1, 1, 1, 3, 4, 1, 1, 1, 15,
4 57540 11139 10310 76483 64662 82429 56118 59960 39397 10457 55500 06620 04393 09026 26592 56314 93795 32077 47128 65631 38641 20937 55035 52094 60718 30899 84575 80146 98631 48833 59214 17830 10987,
6, 1, 1, 21, 1, 9, 1, 1, 2, 3, 1, 7, 2, 1, 83, 1, 156, 4, 58, 8, 54, ...]. (sequência A030167 na OEIS)
O grande número na posição 19, tem 166 dígitos, e o próximo grande termo na posição 41 da continuação da fração tem 2504 dígitos. O fato de que há um tão grande número como os termos da continuação da fração de expansão é equivalente a dizer que o convergents obtidos por parar antes de estes grandes números fornecem uma excelente aproximação da constante de Champernowne.
Ele pode ser entendido a partir de séries infinitas de expressão : para um determinado podemos sempre aproximado da soma mais de definindo o limite superior para em vez de. Em seguida, podemos ignorar os termos de maior.
Por exemplo, se continuarmos a mais baixa ordem de n, é equivalente a truncar antes da 4ª parcial quociente, podemos obter a soma parcial 
o que se aproxima de Champernowne constante com um erro de cerca de 1 × 10−9. Enquanto truncando pouco antes de 18 parcial do quociente, temos a aproximação de segunda ordem:
o que se aproxima de Champernowne constante com erro de aproximadamente 9 × 10−190.

## Irracionalidade medida
A irracionalidade de medida de é e , mais genericamente, para qualquer base.